# Battle Mountain
La ville non incorporée  de Battle Mountain est le siège de comté de Lander, dans le Nevada, aux États-Unis.